# Librairie de l'Université de Fribourg
La Librairie de l'Université de Fribourg, plus connue sous le sigle LUF, est une librairie et une maison d’édition suisse. Elle portera ensuite le nom des Éditions universitaires de Fribourg, puis Academic Press Fribourg. Les éditions Academic Press Fribourg sont actuellement actives et gérées par le groupe Chiron Media à Fribourg.

## Histoire
Contemporaine de l’Université de Fribourg, fondée en 1889, la Librairie de l'Université est à l’origine spécialisée dans la vente des ouvrages académiques qu’elle édite. Lorsque Walter Egloff la rachète en 1935, elle se trouve au 16 de la rue de Romont, dans des locaux assez exigus. Son nouveau propriétaire élargit l'activité éditoriale en dehors du cadre universitaire, en éditant notamment les romans de l'écrivain valaisan Maurice Zermatten (Le Cœur inutile, 1936, Le Chemin difficile, 1938, La Colère de Dieu, 1940, Le Sang des morts, 1942). Cette ouverture sur la littérature romande se doublera bientôt d'une ouverture sur le domaine français. 
La guerre, l’occupation de la France, l’arrivée de nombreux réfugiés transforment Fribourg et sa librairie en un foyer culturel où se rencontrent des personnalités telles que le Père Jean de Menasce, son cousin Georges Cattaui, Pierre Emmanuel, Charles-Albert Cingria, le linguiste Émile Benveniste, le philologue Gianfranco Contini. 
C'est à cette période qu'apparaît le monogramme « LUF », imitant le célèbre « NRF » de la maison Gallimard. Ce changement de logo coïncide avec le déménagement de la Librairie de l'Université au 22 de la rue de Romont et avec l’entrée des auteurs français dans la maison d’édition : Paul Claudel (Présence et Prophétie, La Rose et le Rosaire), Pierre Jean Jouve (Le Don Juan de Mozart, Le Paradis perdu, Le Bois des pauvres, Vers majeurs, La Vierge de Paris), Pierre Emmanuel (La Colombe, Tombeau d’Orphée, Sodome). Chacun de ces auteurs est invité à Fribourg pour une conférence.
La LUF publie également « Le Cri de la France », une collection anthologique, dirigée par Pierre Courthion dès 1943, qui donne à lire les classiques français édités et préfacés par des critiques confirmés. C’est dans cette collection que paraissent le premier livre de Jean Starobinski, une anthologie de Stendhal, en 1943, deux anthologies de Baudelaire par Pierre Jean Jouve et les Discours de guerre du général de Gaulle entre 1944 et 1945. 
Avec la fin de la guerre, la reprise du marché éditorial laisse entrevoir des lendemains difficiles pour la LUF. Dès l’automne 1944, Walter Egloff organise la « montée à Paris » de la LUF, qui devient en 1946 la « Librairie Universelle de France ». En mars 1946, Walter Egloff fonde avec Pierre Emmanuel et Pierre Jean Jouve une SARL, dont le siège est au 30, rue de l’Université. Celle-ci devra bientôt affronter le protectionnisme français d’après guerre et la volonté des maisons d’édition parisiennes de reprendre leurs auteurs et leurs lecteurs perdus pendant la guerre. Tandis qu’elle s’installe à Paris, la LUF conserve son siège principal à Fribourg et à la librairie de l’Université. Elle poursuit un ambitieux programme éditorial jusqu’en 1949 (voir le catalogue LUF de 1948). À partir de 1950, on assiste au déclin et à la fin de la LUF, aux prises avec des difficultés insurmontables. En 1953, la maison d’édition sera remplacée par les Éditions universitaires de Fribourg, tandis que la librairie sera rachetée par Antoine Dousse, sous le nom de « Librairie Antoine Dousse ». 
En septembre 2003, les Éditions Saint-Paul ont pris le relais des Éditions Universitaires de Fribourg, sous l’appellation Academic Press Fribourg. 
Les Éditions Saint-Paul continuent, comme au temps des Éditions Universitaires, de publier des manuels en parallèle avec des écrits scientifiques.
En mars 2021, le groupe Chiron Media reprend l’édition de nouvelles publications sous le label Academic Press Fribourg. Le but est d’une part de renouveler la culture scientifique et philosophique de cette presse à travers de nouvelles collections francophones, germanophones et anglophones, et d’autre part d’élargir sa diffusion en Europe et au-delà. Avec son partenaire Informascope, Chiron Media met en place une nouvelle plateforme en ligne pour compléter la diffusion des livres imprimés. Le référencement internet est aussi renforcé afin de permettre une meilleure découverte des nouvelles publications, allant des catalogues de bibliothèques nationales et universitaires à Google Scholar et Google Books en passant par Amazon, la FNAC et les multiples librairies physiques et numériques partenaires.

## Sources
- Walter Egloff et la L.U.F. (1935-1953) : une librairie idéale, une aventure éditoriale : catalogue de l'exposition : Fribourg, Bibliothèque cantonale et universitaire, du 24 septembre au 23 octobre 1999 / textes réunis par Michel Dousse et Simon Roth ; préf. par Martin Nicoulin. - Fribourg : Bibliothèque cantonale et universitaire, 1999.